# Strade
Straide is een plaats in het Ierse graafschap Mayo.